# 2014-es Formula–1 abu-dzabi nagydíj
Az abu-dzabi nagydíj volt a 2014-es Formula–1 világbajnokság tizenkilencedik, egyben utolsó futama, amelyet 2014. november 21. és november 23. között rendeztek meg az Egyesült Arab Emírségekbeli Yas Marina Circuit-en. Ez volt a Formula–1-es világbajnokságok történetének egyetlen futama, amelyen dupla pontokat osztottak ki az első tíz célba érkezőnek. Miután a Marussia korábban csődbe ment, ők már nem vettek részt a versenyhétvégén, viszont az előző két futamot kihagyó Caterhamnek sikerült támogatói által elegendő pénzt összegyűjteniük az indulásra, ezért rajthoz álltak. Az istálló színeiben ezen a futamon debütált a brit Will Stevens, aki a csapatot elhagyó Marcus Ericsson helyét vette át. A futamra a Caterham visszatérése (és a Marussia távolmaradása) miatt a szezon korábbi futamaihoz képest ismét változtattak az időmérő struktúráján: a Q1-ben és a Q2-ben is 5-5 versenyző esett ki, a Q3-ba pedig változatlanul a legjobb 10 versenyző került be.

## Szabadedzések

### Első szabadedzés
Az abu-dzabi nagydíj első szabadedzését november 21-én, pénteken délután tartották. Az edzésen három újonc pilóta is autóba ült: a 23 éves Will Stevens, a Caterham pilótája ezen a hétvégén debütált a Formula–1-ben, de részt vett az edzésen a 18 éves francia Esteban Ocon a Lotus kötelékében, valamint a 24 éves, Sauberes Adderly Fong is, aki az első hongkongi pilóta a Formula–1 történetében, aki autóba ülhetett egy nagydíjhétvégén.
| helyezés | versenyző         | csapat/motor         | elért idő | különbség | futott kör |
| -------- | ----------------- | -------------------- | --------- | --------- | ---------- |
| 1        | Lewis Hamilton    | Mercedes             | 1:43,476  | −         | 32         |
| 2        | Nico Rosberg      | Mercedes             | 1:43,609  | +0,133    | 31         |
| 3        | Fernando Alonso   | Ferrari              | 1:45,184  | +1,708    | 22         |
| 4        | Sebastian Vettel  | Red Bull-Renault     | 1:45,334  | +1,858    | 30         |
| 5        | Daniel Ricciardo  | Red Bull-Renault     | 1:45,361  | +1,885    | 23         |
| 6        | Jean-Éric Vergne  | Toro Rosso-Renault   | 1:45,718  | +2,242    | 17         |
| 7        | Danyiil Kvjat     | Toro Rosso-Renault   | 1:45,835  | +2,359    | 32         |
| 8        | Valtteri Bottas   | Williams-Mercedes    | 1:45,913  | +2,437    | 8          |
| 9        | Sergio Pérez      | Force India-Mercedes | 1:45,983  | +2,507    | 23         |
| 10       | Nico Hülkenberg   | Force India-Mercedes | 1:46,030  | +2,554    | 24         |
| 11       | Kevin Magnussen   | McLaren-Mercedes     | 1:46,049  | +2,573    | 23         |
| 12       | Kimi Räikkönen    | Ferrari              | 1:46,131  | +2,655    | 23         |
| 13       | Felipe Massa      | Williams-Mercedes    | 1:46,549  | +3,073    | 7          |
| 14       | Esteban Gutiérrez | Sauber-Ferrari       | 1:46,556  | +3,080    | 28         |
| 15       | Pastor Maldonado  | Lotus-Renault        | 1:46,711  | +3,235    | 31         |
| 16       | Esteban Ocon      | Lotus-Renault        | 1:47,066  | +3,590    | 29         |
| 17       | Jenson Button     | McLaren-Mercedes     | 1:47,235  | +3,759    | 8          |
| 18       | Kobajasi Kamui    | Caterham-Renault     | 1:47,971  | +4,495    | 24         |
| 19       | Adderly Fong      | Sauber-Ferrari       | 1:48,269  | +4,793    | 25         |
| 20       | Will Stevens      | Caterham-Renault     | 1:50,684  | +7,208    | 14         |

### Második szabadedzés
Az abu-dzabi nagydíj második szabadedzését november 21-én, pénteken este tartották.
| helyezés | versenyző         | csapat/motor         | elért idő  | különbség | futott kör |
| -------- | ----------------- | -------------------- | ---------- | --------- | ---------- |
| 1        | Lewis Hamilton    | Mercedes             | 1:42,113   | −         | 35         |
| 2        | Nico Rosberg      | Mercedes             | 1:42,196   | +0,083    | 37         |
| 3        | Kevin Magnussen   | McLaren-Mercedes     | 1:42,895   | +0,782    | 37         |
| 4        | Sebastian Vettel  | Red Bull-Renault     | 1:42,959   | +0,846    | 33         |
| 5        | Valtteri Bottas   | Williams-Mercedes    | 1:43,070   | +0,957    | 34         |
| 6        | Daniel Ricciardo  | Red Bull-Renault     | 1:43,183   | +1,070    | 32         |
| 7        | Kimi Räikkönen    | Ferrari              | 1:43,489   | +1,376    | 33         |
| 8        | Jenson Button     | McLaren-Mercedes     | 1:43,503   | +1,390    | 23         |
| 9        | Danyiil Kvjat     | Toro Rosso-Renault   | 1:43,546   | +1,433    | 38         |
| 10       | Felipe Massa      | Williams-Mercedes    | 1:43,558   | +1,445    | 34         |
| 11       | Sergio Pérez      | Force India-Mercedes | 1:43,746   | +1,633    | 37         |
| 12       | Pastor Maldonado  | Lotus-Renault        | 1:44,005   | +1,892    | 38         |
| 13       | Nico Hülkenberg   | Force India-Mercedes | 1:44,068   | +1,955    | 32         |
| 14       | Jean-Éric Vergne  | Toro Rosso-Renault   | 1:44,157   | +2,044    | 39         |
| 15       | Esteban Gutiérrez | Sauber-Ferrari       | 1:44,316   | +2,203    | 38         |
| 16       | Adrian Sutil      | Sauber-Ferrari       | 1:44,763   | +2,650    | 37         |
| 17       | Romain Grosjean   | Lotus-Renault        | 1:44,986   | +2,873    | 35         |
| 18       | Kobajasi Kamui    | Caterham-Renault     | 1:45,505   | +3,392    | 38         |
| 19       | Will Stevens      | Caterham-Renault     | 1:47,057   | +4,944    | 34         |
| 20       | Fernando Alonso   | Ferrari              | idő nélkül |           | 2          |

### Harmadik szabadedzés
Az abu-dzabi nagydíj harmadik szabadedzését november 22-én, szombaton délután tartották.
| helyezés | versenyző         | csapat/motor         | elért idő | különbség | futott kör |
| -------- | ----------------- | -------------------- | --------- | --------- | ---------- |
| 1        | Nico Rosberg      | Mercedes             | 1:41,424  | −         | 19         |
| 2        | Lewis Hamilton    | Mercedes             | 1:41,793  | +0,369    | 17         |
| 3        | Felipe Massa      | Williams-Mercedes    | 1:42,429  | +1,005    | 18         |
| 4        | Fernando Alonso   | Ferrari              | 1:42,653  | +1,229    | 8          |
| 5        | Sebastian Vettel  | Red Bull-Renault     | 1:42,679  | +1,255    | 19         |
| 6        | Jenson Button     | McLaren-Mercedes     | 1:42,768  | +1,344    | 20         |
| 7        | Daniel Ricciardo  | Red Bull-Renault     | 1:42,773  | +1,349    | 14         |
| 8        | Valtteri Bottas   | Williams-Mercedes    | 1:42,794  | +1,370    | 19         |
| 9        | Danyiil Kvjat     | Toro Rosso-Renault   | 1:42,809  | +1,385    | 20         |
| 10       | Kimi Räikkönen    | Ferrari              | 1:43,038  | +1,614    | 14         |
| 11       | Kevin Magnussen   | McLaren-Mercedes     | 1:43,112  | +1,688    | 13         |
| 12       | Jean-Éric Vergne  | Toro Rosso-Renault   | 1:43,352  | +1,928    | 20         |
| 13       | Sergio Pérez      | Force India-Mercedes | 1:43,360  | +1,936    | 19         |
| 14       | Nico Hülkenberg   | Force India-Mercedes | 1:43,501  | +2,077    | 18         |
| 15       | Esteban Gutiérrez | Sauber-Ferrari       | 1:43,643  | +2,219    | 24         |
| 16       | Pastor Maldonado  | Lotus-Renault        | 1:43,718  | +2,294    | 17         |
| 17       | Romain Grosjean   | Lotus-Renault        | 1:43,778  | +2,354    | 18         |
| 18       | Adrian Sutil      | Sauber-Ferrari       | 1:44,022  | +2,598    | 22         |
| 19       | Kobajasi Kamui    | Caterham-Renault     | 1:45,044  | +3,620    | 16         |
| 20       | Will Stevens      | Caterham-Renault     | 1:45,959  | +4,535    | 21         |

## Időmérő edzés
Az abu-dzabi nagydíj időmérő edzését november 22-én, szombaton futották.
| helyezés              | rajtszám | versenyző         | csapat/motor         | 1. rész  | 2. rész  | 3. rész  | rajthely | futott kör |
| --------------------- | -------- | ----------------- | -------------------- | -------- | -------- | -------- | -------- | ---------- |
| 1                     | 6        | Nico Rosberg      | Mercedes             | 1:41,308 | 1:41,459 | 1:40,480 | 1        | 13         |
| 2                     | 44       | Lewis Hamilton    | Mercedes             | 1:41,207 | 1:40,920 | 1:40,866 | 2        | 12         |
| 3                     | 77       | Valtteri Bottas   | Williams-Mercedes    | 1:42,346 | 1:41,376 | 1:41,025 | 3        | 18         |
| 4                     | 19       | Felipe Massa      | Williams-Mercedes    | 1:41,475 | 1:41,144 | 1:41,119 | 4        | 20         |
| KIZ[1]                | 3        | Daniel Ricciardo  | Red Bull-Renault     | 1:42,204 | 1:41,692 | 1:41,267 | boxutca  | 12         |
| KIZ[1]                | 1        | Sebastian Vettel  | Red Bull-Renault     | 1:42,495 | 1:42,147 | 1:41,893 | boxutca  | 17         |
| 7                     | 26       | Danyiil Kvjat     | Toro Rosso-Renault   | 1:42,302 | 1:42,082 | 1:41,908 | 5        | 18         |
| 8                     | 22       | Jenson Button     | McLaren-Mercedes     | 1:42,137 | 1:41,875 | 1:41,964 | 6        | 18         |
| 9                     | 7        | Kimi Räikkönen    | Ferrari              | 1:42,439 | 1:42,168 | 1:42,236 | 7        | 15         |
| 10                    | 14       | Fernando Alonso   | Ferrari              | 1:42,467 | 1:41,940 | 1:42,866 | 8        | 19         |
| 11                    | 20       | Kevin Magnussen   | McLaren-Mercedes     | 1:42,104 | 1:42,198 |          | 9        | 13         |
| 12                    | 25       | Jean-Éric Vergne  | Toro Rosso-Renault   | 1:42,413 | 1:42,207 |          | 10       | 12         |
| 13                    | 11       | Sergio Pérez      | Force India-Mercedes | 1:42,654 | 1:42,239 |          | 11       | 15         |
| 14                    | 27       | Nico Hülkenberg   | Force India-Mercedes | 1:42,444 | 1:42,384 |          | 12       | 12         |
| 15                    | 99       | Adrian Sutil      | Sauber-Ferrari       | 1:42,746 | 1:43,074 |          | 13       | 14         |
| 16                    | 8        | Romain Grosjean   | Lotus-Renault        | 1:42,768 |          |          | 18[2]    | 8          |
| 17                    | 21       | Esteban Gutiérrez | Sauber-Ferrari       | 1:42,819 |          |          | 14       | 8          |
| 18                    | 13       | Pastor Maldonado  | Lotus-Renault        | 1:42,860 |          |          | 15       | 8          |
| 19                    | 10       | Kobajasi Kamui    | Caterham-Renault     | 1:44,540 |          |          | 16       | 7          |
| 20                    | 46       | Will Stevens      | Caterham-Renault     | 1:45,095 |          |          | 17       | 8          |
| 107%-os idő: 1:48,291 |          |                   |                      |          |          |          |          |            |

Megjegyzés:
- ↑ 1:  — Daniel Ricciardót és Sebastian Vettelt kizárták az időmérőről, és így a vasárnapi futamon a boxutcából kellett rajtolniuk, mert a sportfelügyelők túl hajlékonynak találták a Red Bullok első szárnyait.[8]
- ↑ 2:  — Romain Grosjean erőforrás-alkatrészek cseréje miatt 20 rajthelyes büntetést kapott, és mivel (lévén a szezon utolsó futama) nem tudta ezt a büntetését a rajtrácson letölteni, ezért a futamra további időbüntetéseket is kapott.[5]

## Futam
Az abu-dzabi nagydíj futama november 23-án, vasárnap rajtolt.
| helyezés | rajtszám | versenyző         | csapat/motor         | futott kör | idő/kiesés oka | rajthely | pont |
| -------- | -------- | ----------------- | -------------------- | ---------- | -------------- | -------- | ---- |
| 1        | 44       | Lewis Hamilton    | Mercedes             | 55         | 1:39:02,619    | 2        | 50   |
| 2        | 19       | Felipe Massa      | Williams-Mercedes    | 55         | +2,576         | 4        | 36   |
| 3        | 77       | Valtteri Bottas   | Williams-Mercedes    | 55         | +28,880        | 3        | 30   |
| 4        | 3        | Daniel Ricciardo  | Red Bull-Renault     | 55         | +37,237        | boxutca  | 24   |
| 5        | 22       | Jenson Button     | McLaren-Mercedes     | 55         | +1:00,334      | 6        | 20   |
| 6        | 27       | Nico Hülkenberg   | Force India-Mercedes | 55         | +1:02,148      | 12       | 16   |
| 7        | 11       | Sergio Pérez      | Force India-Mercedes | 55         | +1:11,060      | 11       | 12   |
| 8        | 1        | Sebastian Vettel  | Red Bull-Renault     | 55         | +1:12,045      | boxutca  | 8    |
| 9        | 14       | Fernando Alonso   | Ferrari              | 55         | +1:25,813      | 8        | 4    |
| 10       | 7        | Kimi Räikkönen    | Ferrari              | 55         | +1:27,820      | 7        | 2    |
| 11       | 20       | Kevin Magnussen   | McLaren-Mercedes     | 55         | +1:30,376      | 9        |      |
| 12       | 25       | Jean-Éric Vergne  | Toro Rosso-Renault   | 55         | +1:31,947      | 10       |      |
| 13       | 8        | Romain Grosjean   | Lotus-Renault        | 54         | +1 kör         | 18       |      |
| 14       | 6        | Nico Rosberg      | Mercedes             | 54         | +1 kör         | 1        |      |
| 15       | 21       | Esteban Gutiérrez | Sauber-Ferrari       | 54         | +1 kör         | 14       |      |
| 16       | 99       | Adrian Sutil      | Sauber-Ferrari       | 54         | +1 kör         | 13       |      |
| 17       | 46       | Will Stevens      | Caterham-Renault     | 54         | +1 kör         | 17       |      |
| ki       | 10       | Kobajasi Kamui    | Caterham-Renault     | 42         | hidraulika     | 16       |      |
| ki       | 13       | Pastor Maldonado  | Lotus-Renault        | 26         | erőforrás      | 15       |      |
| ki       | 26       | Danyiil Kvjat     | Toro Rosso-Renault   | 14         | erőforrás      | 5        |      |

## A világbajnokság állása a verseny után (a vb végeredménye)
| H   | Versenyzők       | Pont | H   | Konstruktőrök        | Pont |
| --- | ---------------- | ---- | --- | -------------------- | ---- |
| 1.  | Lewis Hamilton   | 384  | 1.  | Mercedes             | 701  |
| 2.  | Nico Rosberg     | 317  | 2.  | Red Bull-Renault     | 405  |
| 3.  | Daniel Ricciardo | 238  | 3.  | Williams-Mercedes    | 320  |
| 4.  | Valtteri Bottas  | 186  | 4.  | Ferrari              | 216  |
| 5.  | Sebastian Vettel | 167  | 5.  | McLaren-Mercedes     | 181  |
| 6.  | Fernando Alonso  | 161  | 6.  | Force India-Mercedes | 155  |
| 7.  | Felipe Massa     | 134  | 7.  | Toro Rosso-Renault   | 30   |
| 8.  | Jenson Button    | 126  | 8.  | Lotus-Renault        | 10   |
| 9.  | Nico Hülkenberg  | 96   | 9.  | Marussia-Ferrari     | 2    |
| 10. | Sergio Pérez     | 59   | 10. | Sauber-Ferrari       | 0    |

(A teljes táblázat)

## Statisztikák
- Vezető helyen:

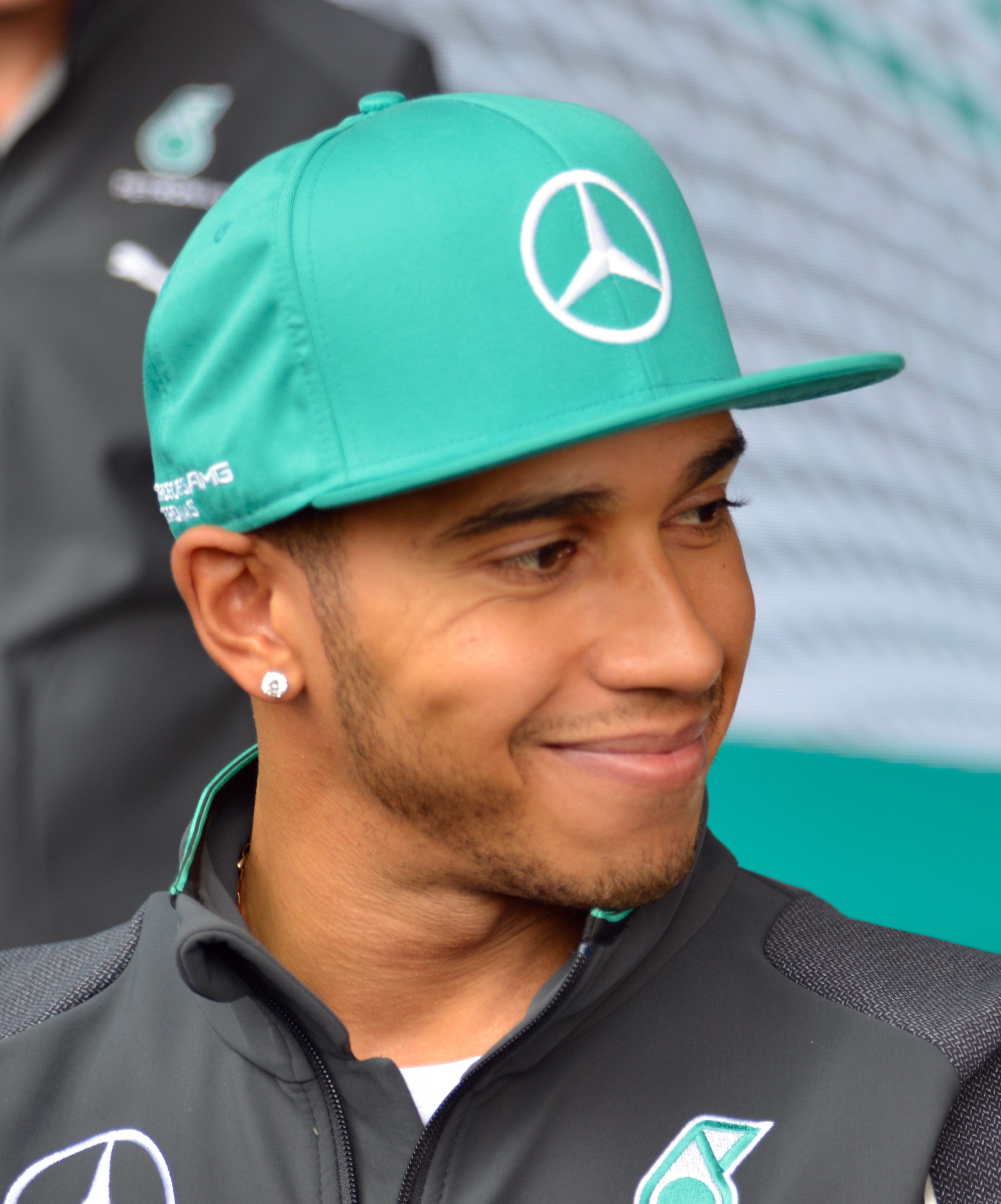
Lewis Hamilton kétszeres világbajnok lett.

  - Lewis Hamilton: 40 kör (1-10), (14-31) és (44-55)
  - Felipe Massa: 14 kör (12-13) és (32-43)
  - Nico Rosberg: 1 kör (11)
- Lewis Hamilton 33. győzelme.
- Nico Rosberg 15. pole-pozíciója.
- Daniel Ricciardo 1. leggyorsabb köre.
- A Mercedes 29. győzelme.
- Lewis Hamilton 70., Felipe Massa 39., Valtteri Bottas 6. dobogós helyezése.
- Lewis Hamilton 2. egyéni világbajnoki címét szerezte meg a futamon.
- Will Stevens első versenye.